# Pelexia viridis
Pelexia viridis är en orkidéart som först beskrevs av Célestin Alfred Cogniaux, och fick sitt nu gällande namn av Rudolf Schlechter. Pelexia viridis ingår i släktet Pelexia och familjen orkidéer. Inga underarter finns listade i Catalogue of Life.